# Cumulus humilis
Cumulus humilis (del llatí humilis, humble) comunament referida al "bon temps amb cumulus". En regions caloroses i en terreny muntanyenc, aquests núvols es troben a més de 6 km d'altitud encara que típicament apareixen molt més baix.
Estan formats davant l'ascens d'aire calent, escalfat des del sòl, pel sol. Tenen una profunditat limitada (tècnicament mai mostra desenvolupament vertical). Això indica que la temperatura dalt de l'atmosfera, no permet generar gotes d'aigua. De vegades els Cumulus humilis poden estar acompanyats per altres tipus de núvols, i quan apareixen indiquen bon temps en les pròximes hores.
Per sota de la base dels núvols, l'atmosfera pot estar turbulenta, provocant a aeronaus, turbulències. Per a evitar aquestes turbulències on estan aquests núvols, els pilots poden passar per sobre dels seus topalls. En canvi els pilots de planejadors aprofiten activament aquests núvols per a guanyar altura.

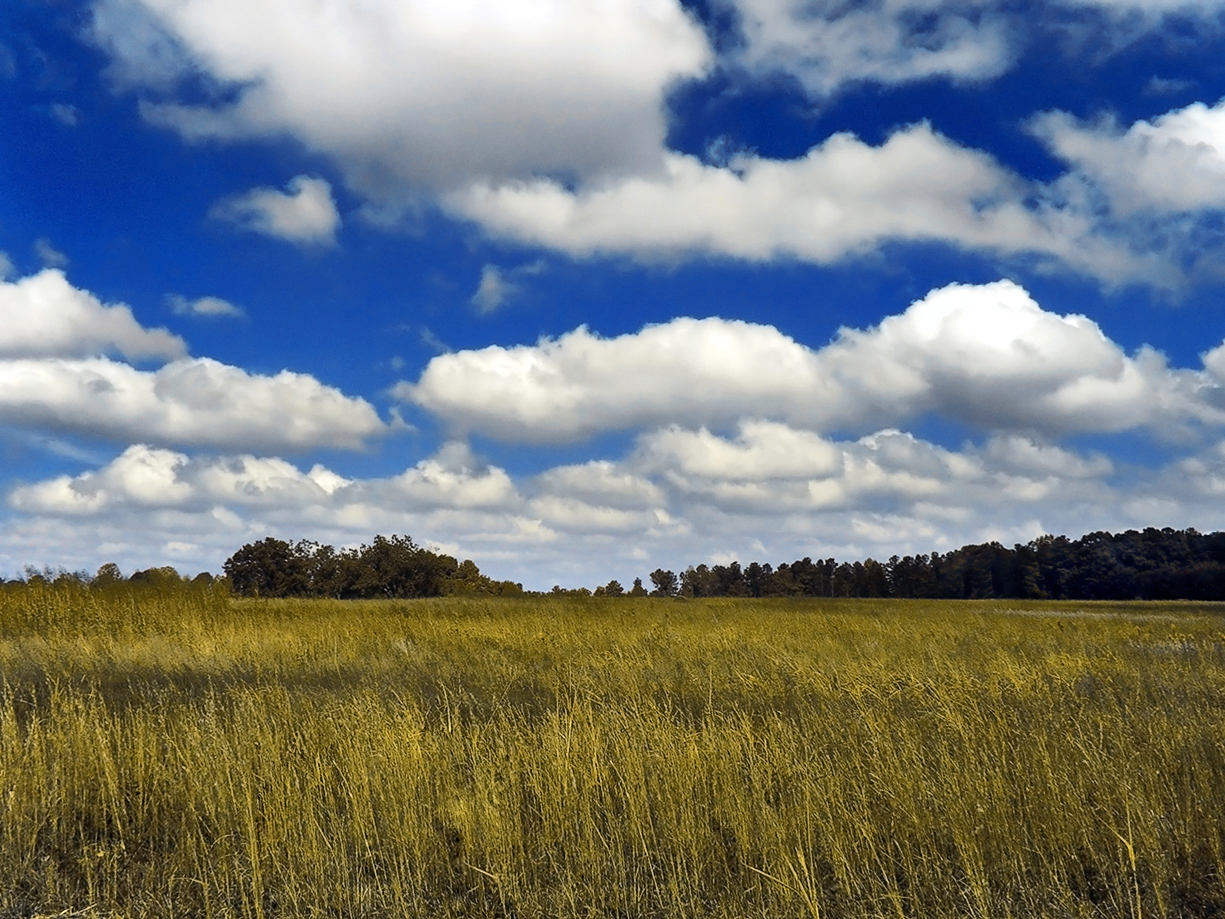
Cumulus humilis, amb Cumulus congestus.